# Primula verticillata
Primula verticillata är en viveväxtart. Primula verticillata ingår i släktet vivor, och familjen viveväxter.

## Underarter
Arten delas in i följande underarter:
- P. v. simensis
- P. v. verticillata